# ARA Piedrabuena (P-52)
Le ARA Piedrabuena (P-52) est le deuxième  patrouilleur hauturier de classe Gowind de la marine argentine délivré le 13 avril 2021 par la DCNS ,. Il porte le nom de Luis Piedra Buena un navigateur, explorateur et officier de marine argentin du XIXe siècle.

## Conception et développement
Après des négociations et des ruptures répétées, la marine argentine a été chargée en février 2018 de reprendre les négociations avec Naval Group pour l'acquisition de quatre navires de classe Gowind. La décision a été motivée par la rencontre entre le président argentin Mauricio Macri et le président français Emmanuel Macron lors du sommet annuel du Forum économique mondial à Davos, en Suisse. Une commande de quatre navires était attendue en juillet 2018. 
En novembre 2018, l'Argentine a confirmé l'achat de quatre navires de classe Gowind. L'achat comprend L'Adroit déjà construit et renommé ARA Bouchard (P-51), qui a visité la région en 2016 lors d'un voyage de marketing, et trois nouveaux navires  qui porteront les noms ;
- A.R.A. "PIEDRABUENA" (P-52)
- A.R.A. "STORNI" (P-53)
- A.R.A. "CONTRAALMIRANTE CORDERO" (P-54)

## Construction et carrière
Piedrabuena a été créé en 2019 et lancé le 1er octobre 2020 par la DCNS à Lorient. Le navire a commencé ses essais en mer en mars 2021 . Il a été officiellement livré à la marine argentine le 13 avril 2021 .